# Stazione meteorologica di Figari
La stazione meteorologica di Figari (in francese: Station météorologique de Figari, in corso: Stazioni meteurologhjca di Figari) è la stazione meteorologica di riferimento per l'Organizzazione Mondiale della Meteorologia relativa alla località di Figari e all'area meridionale della Corsica. 

## Coordinate geografiche
La stazione meteo si trova in Corsica, nel territorio comunale di Figari, nell'area aeroportuale di Figari Sud Corse, ad un'altezza di 23 metri s.l.m. e alle coordinate geografiche 41°30′N 9°06′E.

## Dati climatologici 1981-2010
In base alla media trentennale 1981-2010, la temperatura media del mese più freddo, febbraio, è di quasi +9 °C; quella del mese più caldo, agosto, si attesta a +24,3 °C. Mediamente si contano annualmente 48,9 giorni con temperatura massima eguale o superiore ai 30 °C e 23,9 giorni di gelo.
Le precipitazioni medie annue sono di 655,3 mm, mediamente distribuite in 75 giorni di pioggia, con un picco in autunno ed un minimo tra la primavera e l'estate.
L'eliofania assoluta media annua si attesta a 7,4 ore giornaliere, con massimo di 12,1 ore medie giornaliere in luglio e minimo di 3,7 ore medie giornaliere in dicembre.  
| Figari (1981-2010)                 | Mesi | Mesi | Mesi | Mesi | Mesi | Mesi | Mesi | Mesi | Mesi | Mesi | Mesi | Mesi | Stagioni | Stagioni | Stagioni | Stagioni | Anno  |
| Figari (1981-2010)                 | Gen  | Feb  | Mar  | Apr  | Mag  | Giu  | Lug  | Ago  | Set  | Ott  | Nov  | Dic  | Inv      | Pri      | Est      | Aut      | Anno  |
| ---------------------------------- | ---- | ---- | ---- | ---- | ---- | ---- | ---- | ---- | ---- | ---- | ---- | ---- | -------- | -------- | -------- | -------- | ----- |
| T. max. media (°C)                 | 13,5 | 13,7 | 15,8 | 18,2 | 22,8 | 27,2 | 30,7 | 30,7 | 26,7 | 22,5 | 17,5 | 14,4 | 13,9     | 18,9     | 29,5     | 22,2     | 21,1  |
| T. min. media (°C)                 | 4,5  | 4,2  | 6,0  | 8,1  | 11,7 | 15,2 | 17,7 | 17,9 | 15,3 | 12,8 | 8,7  | 5,9  | 4,9      | 8,6      | 16,9     | 12,3     | 10,7  |
| Giorni di calura (Tmax ≥ 30 °C)    | 0    | 0    | 0    | 0    | 0,6  | 6,9  | 19,1 | 18,4 | 3,7  | 0,2  | 0,0  | 0,0  | 0,0      | 0,6      | 44,4     | 3,9      | 48,9  |
| Giorni di gelo (Tmin ≤ 0 °C)       | 7,0  | 6,6  | 4,3  | 0,6  | 0,0  | 0,0  | 0,0  | 0,0  | 0,0  | 0,0  | 1,0  | 4,4  | 18,0     | 4,9      | 0,0      | 1,0      | 23,9  |
| Precipitazioni (mm)                | 65,4 | 58,3 | 54,4 | 59,0 | 40,9 | 21,9 | 11,7 | 15,7 | 50,6 | 90,1 | 98,3 | 89,0 | 212,7    | 154,3    | 49,3     | 239,0    | 655,3 |
| Giorni di pioggia                  | 8    | 8    | 7    | 8    | 5    | 3    | 1    | 2    | 5    | 8    | 10   | 10   | 26       | 20       | 6        | 23       | 75    |
| Eliofania assoluta (ore al giorno) | 4,1  | 5,1  | 6,6  | 7,3  | 9,4  | 11,1 | 12,1 | 10,7 | 8,4  | 6,3  | 4,4  | 3,7  | 4,3      | 7,8      | 11,3     | 6,4      | 7,4   |

## Temperature estreme mensili dal 1979 ad oggi
Nella tabella sottostante sono riportate le temperature massime e minime assolute mensili, stagionali ed annuali dal 1979 ad oggi, con il relativo anno in cui queste sono state registrate. La massima assoluta del periodo esaminato di +43,0 °C è del luglio 2009, mentre la minima assoluta di -8,0 °C è del febbraio 1993.
| Figari (1979-2023)    | Mesi        | Mesi        | Mesi        | Mesi        | Mesi        | Mesi        | Mesi        | Mesi        | Mesi        | Mesi        | Mesi        | Mesi        | Stagioni | Stagioni | Stagioni | Stagioni | Anno |
| Figari (1979-2023)    | Gen         | Feb         | Mar         | Apr         | Mag         | Giu         | Lug         | Ago         | Set         | Ott         | Nov         | Dic         | Inv      | Pri      | Est      | Aut      | Anno |
| --------------------- | ----------- | ----------- | ----------- | ----------- | ----------- | ----------- | ----------- | ----------- | ----------- | ----------- | ----------- | ----------- | -------- | -------- | -------- | -------- | ---- |
| T. max. assoluta (°C) | 21,2 (2001) | 23,5 (2014) | 30,3 (2001) | 27,7 (2005) | 36,0 (2009) | 37,4 (2005) | 43,0 (2009) | 42,7 (2017) | 36,0 (2008) | 32,5 (2022) | 26,0 (2014) | 22,3 (1989) | 23,5     | 36,0     | 43,0     | 36,0     | 43,0 |
| T. min. assoluta (°C) | −7,4 (2016) | −8,0 (1993) | −6,1 (2022) | −4,6 (2015) | 1,3 (2014)  | 4,6 (2005)  | 8,0 (1991)  | 5,8 (1986)  | 4,4 (2018)  | −0,5 (2007) | −4,7 (1995) | −7,6 (1980) | −8,0     | −6,1     | 4,6      | −4,7     | −8,0 |